# Заздрість (фільм, 2004)
«Заздрість» (англ. Envy) — американсько-австралійська кінокомедія 2004 року режисера Баррі Левінсона.

## Сюжет
Двоє найкращих друзів Нік (Джек Блек) і Тім (Бен Стиллер) мріють про успіх у житті. Нік мрійник, але його мрії не мають сенсу. Та одного дня його безглузда ідея здійснюється і він відразу стає непристойно багатим. Яка несправедливість. Звичайно, заздрити не добре, але Тім не може побороти у собі це почуття … 

## Ролі виконують
- Бен Стиллер — Тім Дінгман
- Джек Блек — Нік Вандерпарк
- Рейчел Вайс — Дебі Дінгман
- Емі Полер — Наталі Вандерпарк
- Крістофер Вокен — J-Man
- Еріель Гейд[en] — Лулу Дінгман
- Сем Лернер[en] — Майк Дінгман

## Навколо фільму
- Сцени, показані у фільмі, де Нік Вандерпарк і Тім Дінгман у Римі, були фактично фільмовані в Ріо-де-Жанейро, в Бразилії, у зв'язку з тим, що бюджет фільму уже вичерпався, а зйомки в Італії були б значно дорожчими.
- Після провалу в північноамериканському прокаті фільм вийшов у багатьох країнах тільки на відео, особливо в Європі.
- Фільм був номінований на американську сатиричну антипремію «Золота малина» для найгіршого актора (Бен Стиллер), але уступив своє місце фільмові «Фаренгейт 9/11» (Джордж Буш).